# Minervino di Lecce
Minervino di Lecce község (comune) Olaszország Puglia régiójában, Lecce megyében.

## Fekvése
A Salentói-félsziget déli részén fekszik, Otrantótól délnyugatra.

## Története
A település eredetére vonatkozó kevés adat áll rendelkezésre. Egyes feltételezések szerint a japigok alapították, nevét egy itt álló Minerva-templom után kapta. Első említése a 9. századból származik, valószínűleg a szomszédos, a szaracén kalózok által elpusztított Castro lakosai alapították. A település a következő századokban nemesi birtok volt. 1806-ban vált önállóvá, amikor a Nápolyi Királyságban felszámolták a feudalizmust.

## Népessége
A népesség számának alakulása:

## Főbb látnivalói
- San Michele Arcangelo-templom (16. század)
- Madonna delle Grazie-templom (17. század)
- Madonna Addolorata-templom (18. század)
- Santa Croce-templom (13. század)
- Sant’Antonio-templom (17. század)
- San Pietro-templom (15. század)
- Palazzo Venturi
- Palazzo Scarciglia
- Li Scusi - Puglia egyik legrégebbi dolmenje
- Monticelli menhir